# 守子女王
守子女王（しゅし（もりこ）じょおう、天永2年（1111年） - 保元元年3月29日（1156年4月20日））は、平安時代後期の皇族。伊勢斎宮。父は輔仁親王（後三条天皇の第3皇子）で、母は源師忠の女。源有仁の同母妹。伏見斎宮と号された。

## 経歴
保安4年6月9日（1123年7月3日）伊勢斎宮に卜定。天治元年4月23日（1124年6月7日）に初斎院に入り、同年9月27日（1124年11月4日）、野宮入り。天治2年9月14日（1125年10月12日）、伊勢へ群行。在任18年の後、永治元年12月7日（1142年1月5日）、崇徳天皇譲位のため退下。康治元年8月14日（1142年9月5日）帰京。保元元年（1156年）3月29日、46歳で薨去した。